# 瑪拉基書
《玛拉基书》或譯《瑪拉基亞》（希伯來語：סֵפֶר מַלְאָכִי，Malʾaḫi, Mál'akhî），是圣经全书第39本，作者是玛拉基先知。这本书属于十二先知书，也是圣经的希伯来语部分最后一本书。在本書裡，耶和華對利未子孫（在以色列中間的祭司）和雅各子孫（以色列人）的對付，有很多比喻跟耶稣基督有关联。在基督教看來，这些预言在400多年后得到应验。

## 背景
瑪拉基的預言顯示，猶太人重建聖殿時由先知哈該和撒迦利亞所激發的宗教熱忱和熱心已經泯滅了。祭司變得粗心大意、驕傲狂妄、自以為義。聖殿的服務變成虚有其表。由於人民以為上帝已不再關心以色列，他們便停止繳納十一奉獻和獻祭。他們對所羅巴伯所懷的期望並沒有實現，有些人熱切期待的彌賽亞也沒有來臨。

## 关于作者
瑪拉基（希伯來文：מַלְאָכִי）意思是“我神的使者”（3:1）。他的家系或個人背景資料無從稽考。但從他所説的預言的要旨看來，他顯然在事奉耶和華上帝方面極為熱心。他擁護上帝的聖名，竭力持守純真的崇拜。此外，他對那些聲稱事奉上帝，但骨子裏卻自私自利的人大感憤怒。尽管只有4章内容，执笔者却提及耶和華這個名字共達48次之多。
希伯來聖經的希臘文譯本《七十士譯本》及聖經各書按成書時間先後的編排全把瑪拉基書列在12本所謂小先知書的末了。根據“大猶太會堂”的傳統，瑪拉基生於先知哈該和撒迦利亞之後而與尼希米同期。

## 寫作时间
玛拉基书的寫作是在猶大70年荒涼期滿之後，耶路撒冷復興而有省長治理他們的時候。（玛拉基书1:8）經文提及聖殿服務，但又沒有談及重建聖殿，因此這本書完成的時間应当後於在任內把聖殿建成的省長所羅巴伯的日子。聖經所提及的這段時期只有另一位省長，他就是尼希米。書中的預言跟尼希米日子的情況吻合。瑪拉基書完全沒有提及任何有關重建耶路撒冷及城牆的資料，故不會是尼希米初任省長的日子。但書內卻詳細描述當時的祭司如何貪污瀆職，瑪拉基所説的這種情況與公元前443年，亞達薛西在位第32年，尼希米奉王命回巴比倫述職，然後第二次返回耶路撒冷時的情形十分吻合。（玛拉基书2:1、尼13:6）瑪拉基書及尼希米記的類似記載表明書中的預言是針對這段特别時期而發的。

## 正典地位
猶太人一向都接納瑪拉基書，視之為可信。基督教希臘文聖經曾引用其中多節經文，並表明這本書的預言已獲得應驗，從而證明瑪拉基書是真确的，是基督徒會衆所認可、接納的希伯來文聖經正典的一部分。

## 主題特色
瑪拉基書中，“約”的觀念佔了很重要的地位。全書以神對雅各家立約的愛開始，說明神如何厚待祂的子民，可惜猶太人没有履行他們的責任：祭司背棄了神與利未人的约（2:10），夫妻間的盟約（2:14）。由于他们蔑視神，於献祭，什一奉献，社會道德上，悖逆神的命令，所以他們不蒙祝福。
然而神仍不棄絕祂的百姓，一方面勉勵他們堅守神昔日頒佈的律例典章（4:4），另一方面預言神的日子要來到，屆時神要施行煉淨和審判的工作。這回顧與前瞻，於舊約的最後一卷出現，實在恰當。
先知經常强调他的信息根源於耶和華神，使听者不能輕忽待之。
瑪拉基的文章風格率直有力。他先把意見陳述出來，然後答覆聽衆的異議。最後，他重申原來的見解。此舉使他的論據更有力，更生動。他並沒有滔滔雄辯，相反，他所採用的是豪邁有力的議論文體。

## 本书大纲
1. 開始的呼籲：神對以色列人的愛（1:1-5）
2. 對祭司的斥責（1:6-2:9）
- 祭司上的疏忽
- 教導上的塞責

3. 對百姓的斥責與警戒 （2:10-4:3）
- 休妻，娶外邦女子之罪
- 有關主來審判的警告
- 奉獻上的虧欠
- 事奉上的倒退

4. 總結：勸民守律法及預言以利亞來臨 （4:4-6）。

## 主要內容

### 耶和華給祭司的誡命
（玛拉基书1:1-2:17）耶和華首先向百姓表達祂對他們的愛。祂愛雅各，惡以掃。任由以東重建荒廢之處好了；耶和華必把它們拆毁，那地必稱為“罪惡之境”，其上的居民受耶和華所譴責，因耶和華必“在以色列境界之外被尊為大”。
現在耶和華直接向那些藐視祂名的祭司説話。他們企圖自辯，所以耶和華直斥其非，指出他們竟把瞎眼的、瘸腿的及有病的牲畜獻上為祭。然後祂質問他們：「省長會悦納這樣的禮物嗎？」耶和華絶不喜悦這樣的祭物。祂的名在列邦中必稱為大，但這些人竟褻瀆他説：“耶和華的桌子是污穢的。”他們必受咒詛，因為他們把毫無價值的祭物獻上，以這種詭詐的方式避免履行自己的誓言。“因為我是大君王，我的名在外邦中是可畏的。這是萬軍之耶和華説的。”
現在耶和華把誡命傳給衆祭司，指出他們若不把誡命謹記在心，祂便會使他們的福分變為咒詛。祂會把他們在節期所獻祭牲的糞抹在他們臉上，因他們沒有緊守利未人的約。“祭司的嘴裏當存知識，人也當由他口中尋求律法，因為他是萬軍之耶和華的使者。”（2:7）瑪拉基承認以色列和猶大均犯了大罪。他們彼此以詭詐相待，甚至娶了事奉外邦神祇的女子為妻，大大褻瀆他們的父和創造主耶和華的聖潔。他們不斷煩擾頂撞耶和華。他們竟然問道：“公平的上帝在哪裏呢？”

### 真實的主及祂的使者
（覆盖玛拉基书3:1-18）現在預言來到“萬軍之耶和華”的話語的高潮：“看吧，我將要差遣我的使者在我前面預備道路；你們所尋求的主必忽然進入他的殿堂；你們所愛慕的、盟約的使者、看哪，他快來了！”他來是要精煉人；他必潔淨利未人，並且必速速作見證，審判一切邪惡及不畏懼他的人。耶和華是不改變的。既然以色列人是雅各之子，他們若轉向上帝，上帝必慈悲地轉向他們。
他們奪取上帝之物，雖然如此，現在他們務要將當納的十分之一送入上帝的倉庫，使上帝的家有糧，以此試試上帝。上帝必敞開天上的窗户，傾福與他們，到無處可容的地步。列邦列國必稱他們為快樂的，因他們必成為喜樂之地。敬畏耶和華的人彼此談論，耶和華也留意傾聽。“有紀念册在他面前，記錄那敬畏耶和華、思念他名的人。”（玛拉基书3:16）在上帝提供一項特别產業的日子，他們必特定歸於耶和華。

### 耶和華大而可畏的日子
（覆盖玛拉基书4:1-6）那日已臨近，必把惡人連根帶枝一併吞滅。公義的日頭必光照一切敬畏耶和華之名的人，他們必蒙醫治。耶和華叮囑他們要記念摩西的律法。在耶和華大而可畏之日未到之前，上帝應允必差遣預言者以利亞到他們那裏去。“他必使父親的心轉向兒女，兒女的心轉向父親，免得我來咒詛遍地。”（玛拉基书4:6）

## 基督新教觀點

### 上帝的原则和慈悲
瑪拉基書有助于明白耶和華上帝永不更改的原則和慈悲的愛心。本書自始即强調耶和華對
祂的百姓“雅各”所懷的深摯之愛。祂向雅各的後人宣布説：“我耶和華是不改變的。”即使他們罪大惡極，只要他們歸向耶和華，祂就必轉向他們。耶和華透過瑪拉基强調祭司的嘴“當存知識”。所有受託以上帝的話語從事教導的人都應該留意這點，務要肯定他們傳授給人的是確切的知識。耶和華不容忍偽君子，就是那些辯稱「耶和華把行惡的看為善」的人。他們假裝獻祭給大君王，騙不倒耶和华。耶和華必定迅速指控一切違反祂的公義律法和原則的人；沒有人能行惡而始終逍遙法外。耶和華必定會審判他們。義人可以確信耶和華會記得他們的善行而獎賞他們。并且记念摩西的律法。

### 预言
在希伯來文聖經中，瑪拉基書是最後一本。這本書指向與彌賽亞來臨有關的事件。彌賽亞在四個世紀之後出現，這件事成為撰寫新约聖經的理由。萬軍之耶和華在瑪拉基書3:1説：“我要差遣我的使者在我前面預備道路。”年老的撒迦利亞表明這節經文應驗在他的兒子約翰身上。（路加福音1:76）耶穌基督證實了這件事，並且説：“凡婦人所生的，沒有一個興起來大過施洗約翰的；然而天國裏最小的比他還大。”正如瑪拉基所預言，約翰奉差是要“預備道路”，因此他自己並不屬於启示录所提及的144000人之列。
後來耶和華在瑪拉基書4:5-6應許説：“看哪，⋯⋯我必差遣先知以利亞到你們那裏去。”這位“以利亞”就是耶穌和向撒迦利亞顯現的天使指出的施浸者約翰，表明他便是“復興萬事”的那位。他要“為主預備合用的百姓”，使他們能接受彌賽亞。然而瑪拉基也説，“以利亞”是“耶和華大而可畏之日”來到以前的先鋒，由此表明這個預言還會在審判的日子獲得一次未來的應驗。

### 上主之大日
萬軍之耶和華預見到這日子的來臨，説：“從日出之地到日落之處，我的名在外邦中必尊為大。⋯⋯因為我是大君王，我的名在外邦中是可畏的。”祂的名的確可畏！“那日臨近了，勢如燒着的火爐，凡狂傲的和行惡的必如碎秸。”可是，敬畏耶和華之名的人快樂了，因為“必有公義的日頭向他們出現，其光線有醫治之能”。預言將注意力集中在人類家庭中順服分子所享的快樂時光之上；屆時他們會在靈性、精神和身體等方面均獲得醫治。（启示录21:3-4）瑪拉基指向这个日子，鼓勵所有人要盡心竭力把祭物帶進耶和華的殿裏，因為萬軍之耶和華説：“以此試試我，是否為你們敞開天上的窗户，傾福與你們，甚至無處可容。”
在先知書中位列最後的瑪拉基書雖然繼續警告説「全地必遭受毁滅」，卻仍然使人有樂觀和歡欣的理由。這與耶和華對祂子民所説的話完全一致：“萬國必稱你們為有福的，因你們的地必成為喜樂之地。”

## 参看
- 耶稣基督
- 旧约圣经
- 马太福音
- 路加福音
- 尼希米记

### 閱讀聖經
- 瑪拉基書 （页面存档备份，存于）
- 玛拉基书 （页面存档备份，存于）